# Sakalava (langue)
Ne doit pas être confondu avec Sakalaves.
Le sakalava est une langue malayo-polynésienne du groupe barito parlée par les Sakalaves dans l’ouest et le nord-ouest de Madagascar et considérée comme un dialecte du malgache.